# ポタリング

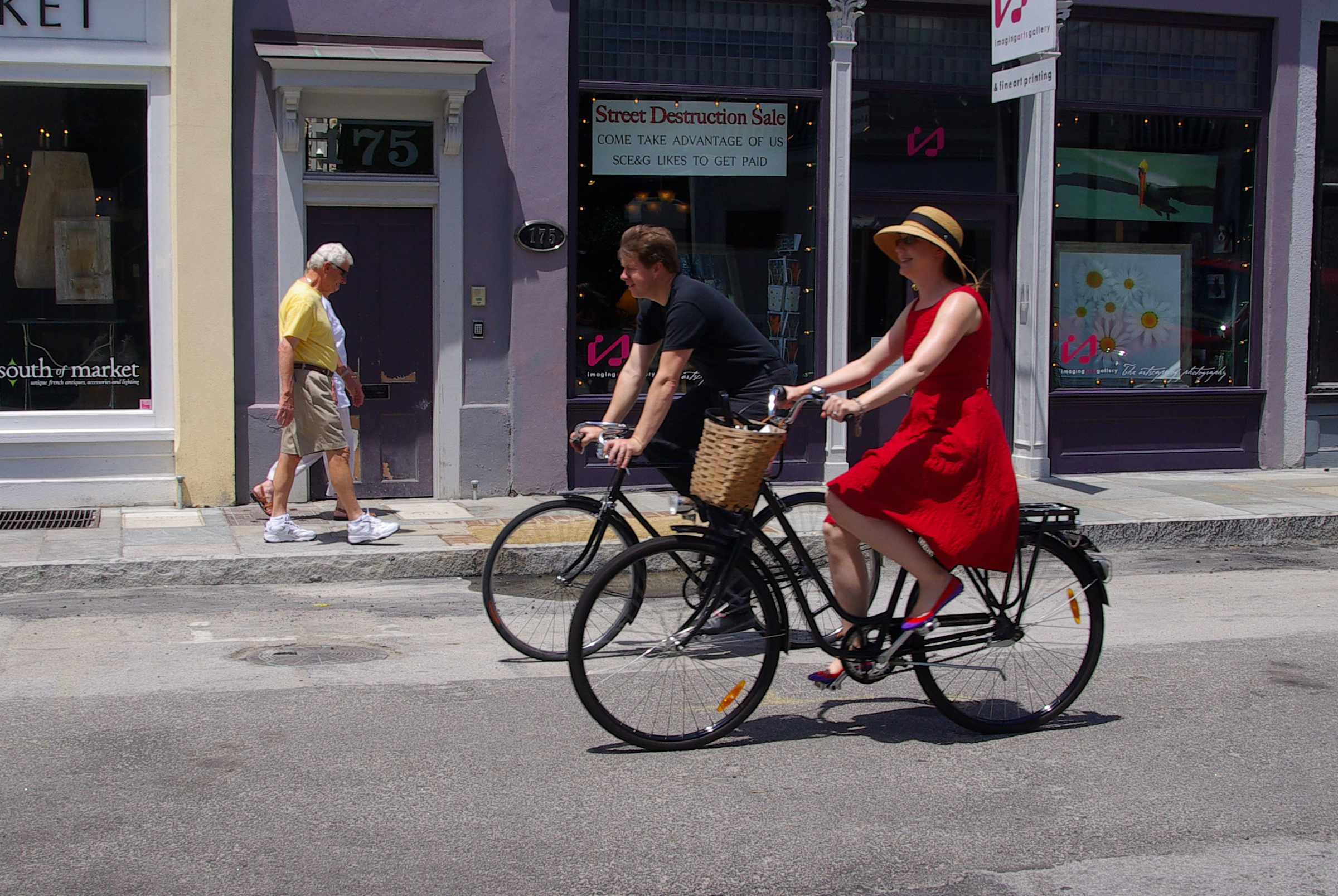
自転車に乗っている人々

ポタリング（和製英語: pottering）は、目的地を特に定めることなく気分や体調に合わせて周辺を自転車でめぐること。一人か家族連れや気の合う仲間で、近郊を「散歩」程度に軽くサイクリングすることである。

## 車種・装備
あらゆる車種の自転車がポタリングに使用可能である。普通の靴で漕ぐことができるフラットペダルが主に使用される。本格的なロードバイクやマウンテンバイクを使用する場合でも、足をペダルに固定するビンディングペダルや専用シューズを使用することは少ない。
観光目的の場合は、レンタサイクルを利用してポタリングする人もいる。

## 語源
ポタリングは、「のんびりする」「ぶらつく」「目的もなくゆっくりうろつく」という意味のイギリス英語「potter」を語源とし、これに現在分詞や動名詞を示す接尾辞「-ing」を付けた、和製英語の名詞である。英語で名詞として pottering（puttering）というと、potter の動名詞としての意味「のんびりすること」「ぶらつくこと」になる。和製英語「ポタリング」の意味を英語で表すと、「bicycling around aimlessly」「taking a long comfortable bicycle ride」である。